# ۷۴۳ (قمری)
۷۴۳ (قمری)، هفتصد و چهل و سومین سال در گاهشماری هجری قمری است. اول محرم این سال برابر با چهاردهم ژوئن سال ۱۳۴۲ میلادی است.

## رویدادها
- غازان خان بن یساور (ییسور) به تخت سلطنت خانات جغتای نشست و تا سال ۷۴۶ قمری در این جایگاه قرار داشت.

## وابسته
- آل اینجو